# ウニオン・クラインミュンヘン
ウニオン・クラインミュンヘン（独: Union Kleinmünchen）は、オーストリア・オーバーエスターライヒ州リンツを本拠地とするサッカークラブである。
男子サッカーチームの運営は行われておらず、完全な女子サッカークラブとして存在している。

## 概要
第二次世界大戦後では初となる女子サッカークラブとして創設され、1980年から長年に渡りオーストリア・女子ブンデスリーガ1部に所属していた。
1990年代にはオーストリア・女子ブンデスリーガ優勝8回、オーストリア・レディースカップ優勝6回を果たし、クラブの黄金期を迎える。
しかし、2000年以降はFCヴァッカー・インスブルック、SVノイレングバッハ、SKNザンクト・ペルテン等の台頭もあり、上位進出は厳しくなった。
2008年には2部リーグへの降格も経験するものの、2010年からは再びオーストリア・女子ブンデスリーガ1部に所属していた。しかし2018‐19シーズンでリーグ最下位となり2部に降格した。
上位チームと比較して年間予算が少なく即戦力の獲得が厳しい事情もあり、選手育成に非常に力を入れている。U11、U12、U15の育成部門のチーム以外にもオーストリア・女子ブンデスリーガから5部リーグまで全てのカテゴリーでチームを運営しており、クラブに所属する全選手がそれぞれのレベルにあったチームでプレーできるように組織化されている。

## タイトル

### 国内タイトル
- オーストリア・女子ブンデスリーガ1部優勝： 8回
  - 1990, 1991, 1992, 1993, 1994, 1996, 1998, 1999
- オーストリア・レディースカップ優勝： 6回
  - 1991, 1993, 1995, 1996, 1998, 1999
- オーストリア・女子スーパーカップ優勝：1回
  - 2001